# Liberias riksvapen
Liberias riksvapen visar en duva med en pergamentrulle i näbben. Det är en symbol för fred och godhet. Den uppgående solen, fartyget som lägger till och valspråket, The love of liberty brought us here, minner om statens tillkomst. Plogen och spaden symboliserar jordbruket och palmen står för fruktbarhet.